# Ljotr Thorfinnsson
Ljótr Thorfinnsson (vieux-norrois : Ljótr)  est Jarl ou  comte des Orcades mort vers 980.

## Origine
Ljótr est le 3e fils de Thorfinn Hausakljufr  à lui succéder à la tête des Orcades.

## Règne
Ljótr épouse Ragnhild la fille du roi Erik Blodøks et la veuve de ses deux frères et prédécesseurs dont elle était pourtant responsable de la mort par ses intrigues. Cette union était sans doute liée au grand prestige dont jouissait Ragnhild qui était la petite-fille des rois Harald Ier de Norvège et Gorm de Danemark.
Ljótr fait néanmoins immédiatement exécuter son neveu Einarr harðkjöptr (i.e gueule dure) responsable du meurtre de son cousin Einarr kliningr (i.e pain-beurré), l'assassin du Jarl Havard. Ragnhild ne jouera désormais plus aucun rôle aux Orcades
Le nouveau Jarl doit ensuite faire face à la concurrence de son jeune frère Skúli qui lui disputait la souveraineté des Orcades. Skúli vaincu lors d'un premier combat dans les îles se refugie au Caithness dont il se fait reconnaitre la possession par le roi Kenneth II d'Écosse. Malgré cet appui Skúli est de nouveau vaincu et tué lors dans un second combat au Caithness vers 980.
Ljótr s'empare alors du Caithness mais il se heurte à un certain « Magbjóðr » (gaélique : MacBeth) un puissant mormaer de « Moray  »  Leurs forces se rencontrent à Skitten non loin de Wick. Ljótr remporte la victoire mais il est grièvement blessé au cours du combat et meurt de ses blessures peu après.
C'est Hlodvir Thorfinnsson le quatrième fils de Thorfinn qui lui succède comme Jarl.